# Ренда, Мустафа Абдулхалик
Мустафа Абдулхалик Ренда (тур. Mustafa Abdülhalik Renda; 29 ноября 1881, Янина, вилайет Янина, Османская империя — 1 октября 1957, Стамбул, Турция) — турецкий государственный деятель, председатель Великого национального собрания Турции (1935—1946).

## Биография
Родился в знатной семье албанского происхождения, окончил среднюю школу в Янине и Стамбуле, в 1903 году окончил Школу политических наук в Стамбуле.
Его профессиональная карьера началась в сельскохозяйственном банке, затем он был назначен старшим школьным учителем математики, геометрии, сельского хозяйства, здравоохранения и французского языка в Родосской гимназии. В августе 1904 года он становится чиновником в вилайете островов Эгейского моря. В марте 1906 года получает назначение на должность окружного администратора Тепелены, а в ноябре 1908 года — Погони, в январе 1909 года — Дельвины. Дважды становился мутасаррифом Берата, затем — окружным администратором Кавалы, в феврале 1911 года был утверждён мутасаррифом Чамлыка.
В мае 1913 года получает назначение мутасаррифа Сиирта, в декабре 1914 года — губернатора Битлиса; в качестве губернатора он руководил резнёй и депортацией армян Битлиса. В октябре 1915 года он стновится губернатором Алеппо, был организатором маршей смерти армянских мирных жителей в Дайр-эз-Зауре. Немецкий консул в Алеппо Вальтер Росслер утверждал, что Абдулхалик «с большой энергией работал над уничтожением армян». В своём выступлении перед Мажарской комиссией он с гордостью указывал, что у него тысячи людей сгорели заживо в Муше.
В апреле 1917 года он становится государственным секретарём в Министерстве внутренних дел. После оккупации Алеппо в ноябре 1918 года был назначен губернатором Бурсы. Прежде чем вступить в должность, он был уволен и арестован правительством Дамата Ферида-паши. Через полгода после оккупации Стамбула англичанами его выслали на шесть месяцев на Мальту. После возвращения в Турцию 4 января 1922 года он был назначен государственным секретарём по экономическим вопросам, в январе 1922 года — государственным секретарём министерства внутренних дел, в апреле 1922 года — губернатором Коньи. После освобождения Измира в сентябре 1922 года был назначен его губернатором. Местные турецкие политики обвиняли его в попытке побудить албанцев (беженцев и иммигрантов) переселяться из других анатолийских регионов в Измир, такое намерение сам губернатор отрицал.
В январе-мае 1924, 1924—1925, 1926—1927 и 1930—1934 годах — министр финансов Турции. В 1927—1930 годы — министр обороны Турции.
После принятия в 1934 году «Закона о фамилиях», который требовал, чтобы все граждане Турции получили фамилию, он взял в качестве таковой «Ренда».
В июле 1922 года был избран в Великое национальное собрание Турции от Чанкыры. Сохранял свой мандат со второго по восьмой созыв. В 1935—1946 годы — председатель Великого национального Собрания Турции. Был исполняющим обязанности президента Турции в течение одного дня после смерти Ататюрка в ноябре 1938 года.
В 1948 году принял решение об уходе из политической жизни.
Похоронен на муниципальном кладбище в Себечи.